# Памятная медаль Зимней войны 1939-1940
Памятная медаль Зимней войны 1939-1940 - военная награда республики Финляндия. Учреждена 2 августа 1940 года. Медалью награждались участники сражений Советско-финляндской войны 1939—1940.

## История
По окончании Зимней войны 1939-1940 было решено наградить всех солдат, принимавших участие в данном конфликте. По причине этого указом президента Финляндии Кюёсти Каллио от 2 августа 1940 года была учреждена данная памятная медаль. Выдача началась осенью 1940 года и продолжалась до конца 1992 года. Выдана была более чем 700 000 участникам конфликта (в том числе гражданским лицам).

## Описание

Реверс медали

На лицевой стороне медали изображён солдат в зимней форме с капюшоном, целящийся из винтовки. Вокруг него - круг с гербами исторических регионов Финляндии по часовой стрелке: Уусимаа, Лапландия, Тавастия, Аландские острова, Северная Остроботния, Варсинайс- Суоми, Сатакунта и Северная Саво. В верхней части медали помещён старинный герб Карелии, известный с XVI века и указывающий на её пограничный статус: две руки, скрестившие мечи. В нижней части указаны даты «1939-1940».

Аверс медали

На обратной стороне медали, вокруг венка из еловых ветвей, в две строки помещены слова «KUNNIA — ISÄNMAA» («Слава Отечеству»). Медаль выдавалась награждённому в бумажном конверте и носилась на левой стороне груди.
К ленте медали у фронтовиков крепились миниатюрные серебряные скрещённые мечи размерами 5×12 мм, а ниже них могла располагаться планка размерами 8×32 мм за участие в одной из кампаний: «Karjalankannas» (Карельский перешеек), «Summa» (Сумма), «Taipale» (Тайпале), «Laatokan-Karjala» (Ладожская Карелия), «Tolvajärvi» (Толваярви), «Pohjois-Karjala» (Северная Карелия), «Kainuu» (Кайнуу), «Suomussalmi» (Суомуссалми), «Lappi» (Лапландия), «Mantsinsaari» (Мантсинсаари) и «Koivisto» (Койвисто). Медаль могла быть с планкой без мечей, а вот с мечами без планки - нет. Также четыре планки могли отмечать тех, кто не отличился в конкретных кампаниях, но нёс службу в сухопутной армии, противовоздушной обороне, береговой обороне или ополчении. Всего было 15 разновидностей планок, но носить на ленте можно было только одну.
Около 10 000 медалей были изготовлены в Финляндии. Они предназначались для награждения иностранцев, принимавших участие в Зимней войне. Такие медали имели  диаметр около 34 мм и рисунок на обратной стороне, где Финский лев окружён кольцевой надписью на латыни: «Summo In Periculo Fautoribus Adiutoribus Finlandia Memor» - «Финляндия благодарит и помнит своих защитников и помощников». Небольшая часть медалей для иностранцев, первых лиц государств и прочих высоких лиц изготавливалась из золота, серебра и бронзы.